# E.T. O Extraterrestre
E.T. the Extra-Terrestrial (bra/prt: E.T. O Extraterrestre) é um filme americano de ficção científica de 1982 produzido e dirigido por Steven Spielberg e escrito por Melissa Mathison. O filme apresenta efeitos especiais de Carlo Rambaldi e Dennis Muren e é estrelado por Henry Thomas, Dee Wallace, Peter Coyote, Robert MacNaughton, Drew Barrymore e Pat Welsh. A produção conta a história de Elliott, um menino que faz amizade com um extraterrestre, apelidado de "E.T", que está preso na Terra; Elliott e seus irmãos ajudam o ET a retornar ao seu planeta natal enquanto tentam mantê-lo escondido do governo.
O conceito da história do filme foi baseado em um amigo imaginário que Spielberg criou após o divórcio de seus pais em 1960; em 1980, Spielberg conheceu Mathison e desenvolveu uma nova história do projeto de ficção científica de terror "Night Skies". Foi filmado de setembro a dezembro de 1981 na Califórnia com um orçamento de um pouco mais de dez milhões de dólares e, ao contrário da maioria dos filmes de Spielberg, foi filmado em ordem cronológica total para tornar as performances emocionais dos atores jovens mais convincentes.
Lançado em 11 de junho de 1982 nos Estados Unidos pela Universal Pictures, ET tornou-se um blockbuster imediato, superando Star Wars e se tornou o filme de maior bilheteria de todos os tempos durante onze anos até ser superado por Jurassic Park (também dirigido por Spielberg) em 1993.
Considerado um dos melhores filmes de sua geração, foi amplamente aclamado pela crítica pela sua história atemporal de amizade e é considerado o maior filme de ficção científica já feito em uma pesquisa do site Rotten Tomatoes. Em 1994 foi selecionado para preservação no National Film Registry, sendo considerado "culturalmente, historicamente ou esteticamente significativo". Foi relançado em 1985 e novamente em 2002 para comemorar seu vigésimo aniversário com fotografia alterada e cenas adicionais.

## Enredo
Um grupo de botânicos alienígenas visita secretamente a Terra durante a noite para recolher espécimes de plantas em uma floresta da Califórnia. Quando agentes do governo aparecem, os alienígenas fogem em sua espaçonave, mas na pressa, um deles é deixado para trás. Em um bairro suburbano no Vale de São Fernando, um menino de dez anos chamado Elliott está passando tempo com seu irmão, Michael, e seus amigos. Quando ele retorna de sua rua após buscar uma pizza, descobre que algo está escondido em sua barraca de ferramentas. Apesar da descrença de sua família, Elliott deixa alguns doces de manteiga de amendoim pela floresta para atrair o alienígena para dentro de sua casa, conseguindo levar o extraterrestre para o seu quarto.

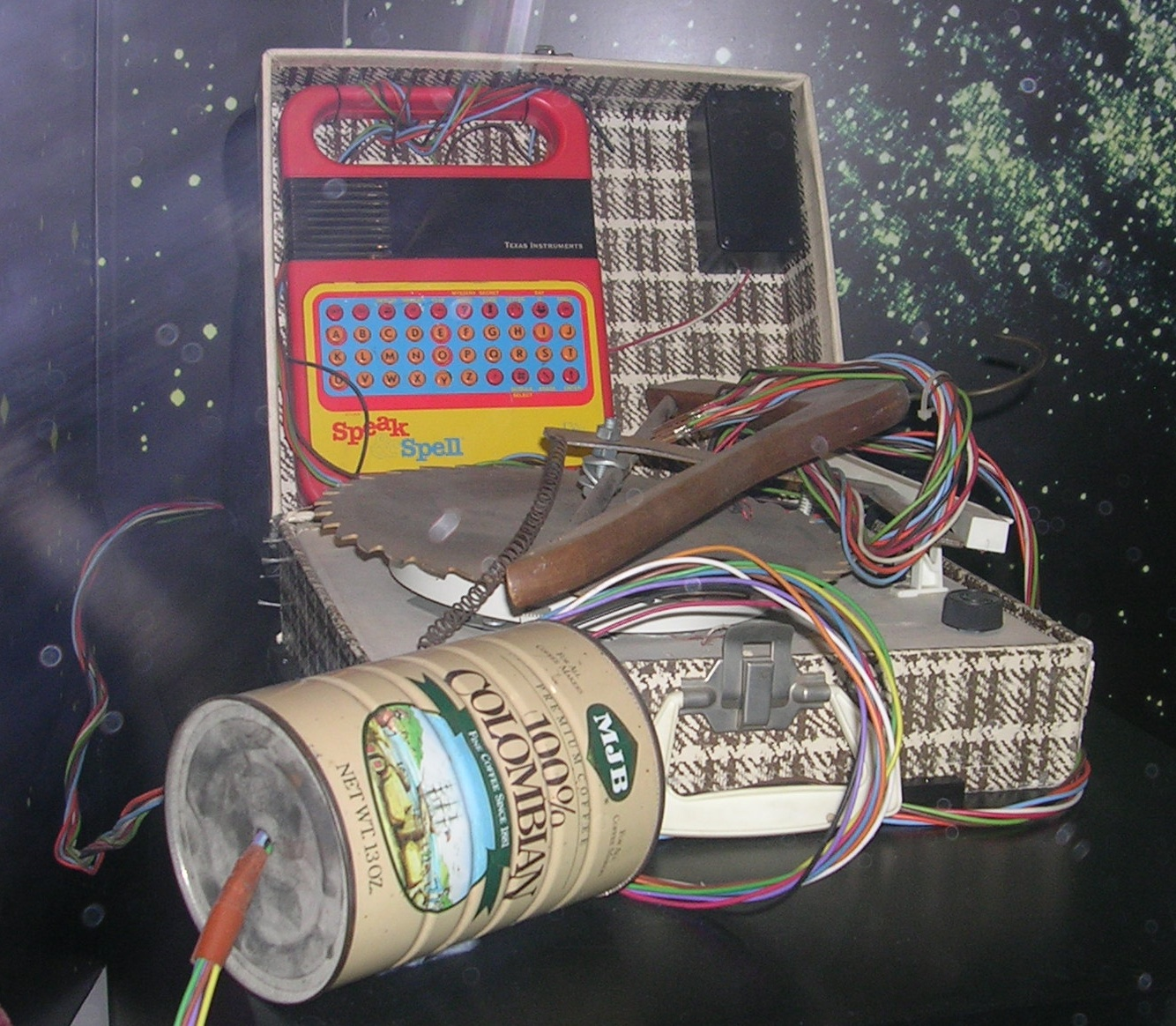
Comunicador improvisado usado por ET para telefonar para casa

Ele finge estar doente na manhã seguinte para faltar à escola e ficar em casa cuidando do alienígena. Mais tarde naquele dia, Elliott revela o extraterrestre para seu irmão mais velho, Michael, e para sua irmã de cinco anos, Gertie. Os três decidem mantê-lo escondido de sua mãe, Mary.
No dia seguinte na escola, Elliott começa a experimentar uma conexão psíquica com o alienígena, enquanto o extraterrestre está em casa. O alienígena aprende a falar e, sob a instrução de Elliott, autodenomina-se "ET". O extraterrestre vê que, na supracitada história em quadrinhos de Buck Rogers, o personagem pede ajuda construindo um dispositivo de comunicação improvisado, o que lhe serve de inspiração para fazer um para si mesmo se comunicar com seus colegas alienígenas. ET recebe a ajuda de Elliott na construção do dispositivo, utilizando um brinquedo Speak & Spell para tal. Michael percebe que a saúde de ET está piorando e que Elliott está se referindo a si mesmo como "nós".
No Dia das Bruxas, Michael e Elliott vestem ET como um fantasma para que possam sair de casa sem chamar atenção. Naquela noite, Elliott e ET atravessam a floresta, onde fazem uma ligação bem-sucedida para o planeta de origem de ET utilizando o dispositivo improvisado. Elliott percebe que ET desapareceu. Elliott retorna para casa e encontra sua família angustiada pelo seu sumiço. Michael procura ET e o encontra; Michael leva ET para casa, onde Elliott também se encontra com a saúde debilitada. Mary fica assustada quando descobre o alienígena de seu filho e procura manter seus filhos longe de ET. Agentes do governo invadem a casa. Os cientistas montam um hospital na casa, questionando Michael, Mary e Gertie, enquanto tratam medicamente Elliott e ET. Elliott e Michael roubam uma van na qual ET é carregado, e uma perseguição se segue, com os amigos de Michael se juntando a eles enquanto tentam fugir das autoridades de bicicleta. Ao se depararem com uma barreira policial, eles escapam dos agentes com ET realizando telecinesia para erguê-los no céu em direção à floresta.
Com a espaçonave se aproximando para buscar ET, ele se despede de Michael e Gertie, enquanto ela o presenteia com o crisântemo que ele havia ressuscitado. Antes de finalmente embarcar na sua espaçonave, ele abraça Elliott e diz a ele: "Estarei aqui mesmo", apontando seu dedo brilhante para a testa de Elliott. ET, então, pega o crisântemo, embarca na espaçonave e decola para casa.

## Elenco
- Dee Wallace como Mary
- Henry Thomas como Elliott
- Peter Coyote como Keyes
- Robert MacNaughton como Michael
- Drew Barrymore como Gertie
- Pat Welsh como a voz do ET
- K. C. Martel como Greg
- Sean Frye como Steve
- C. Thomas Howell como Tyler
- Erika Eleniak como a garota que Elliott beija na escola

## Produção

### Desenvolvimento
Após o divórcio de seus pais em 1960, Steven Spielberg preencheu o vazio de sua mente com um companheiro alienígena imaginário; ele disse que o alienígena imaginário era "um amigo que poderia ser o irmão que ele nunca teve e um pai que ele não sentia mais". Durante o ano de 1978, Spielberg anunciou que iria realizar um filme intitulado "Growing Up", que ele iria filmar em vinte e oito dias. O projeto foi posto de lado por causa dos atrasos na produção do filme 1941, mas o conceito de fazer um pequeno filme autobiográfico sobre a sua infância ficaria com ele. Ele também pensou em uma continuação de Close Encounters of the Third Kind e começou a desenvolver um projeto mais sombrio que ele havia planejado com John Sayles chamado "Night Skies", em que alienígenas malévolos aterrorizam uma família.
As filmagens de Raiders of the Lost Ark na Tunísia deixaram Spielberg entediado e as lembranças de sua criação infantil ressurgiram. Spielberg contou para Melissa Mathison sobre "Night Skies" e desenvolveu uma subtrama do projeto fracassado, no qual Buddy, o único alienígena amigável, faz amizade com uma criança autista; seu abandono na Terra na cena final do roteiro anterior inspirou o conceito de ET. Mathison escreveu um primeiro rascunho intitulado "ET and Me" em oito semanas, o qual Spielberg considerou perfeito. O roteiro passou por mais dois rascunhos que excluíram um amigo de Elliott dos personagens; a sequência de perseguição também foi criada com os novos rascunhos. A cena onde o ET fica bêbado na casa de Elliott surgiu durante os roteiros posteriores.
No início do verão de 1981, enquanto Raiders of the Lost Ark estava sendo promovido, a Columbia Pictures se reuniu com Spielberg para discutir o roteiro, depois de ter que desenvolver "Night Skies" com o diretor como uma sequência pretendida de Close Encounters of the Third Kind. No entanto, o chefe de desenvolvimento de marketing e pesquisa da Columbia, Marvin Atonowsky, concluiu que o projeto tinha um potencial comercial limitado, acreditando que atrairia principalmente crianças pequenas. O então presidente da Columbia, John Veitch, também sentiu que o roteiro não era bom ou assustador o suficiente para atrair o público desejado. A conselho de Atonowsky e Veitch, CEO da Columbia Pictures, Frank Price aprovou o projeto, chamando-o de "um filme de Walt Disney" e, assim, colocando o roteiro num processo de turnaround cinematográfico, de modo que Spielberg se aproximou mais receptivamente de Sid Sheinberg, presidente da MCA, então proprietária da Universal Studios. Spielberg disse a Sheinberg para adquirir o roteiro de ET da Columbia, a qual ele comprou por um milhão de dólares, e fechou um acordo de receita com a Columbia Pictures que garantiria a ela 5% do lucro líquido do filme.

### Pré-produção

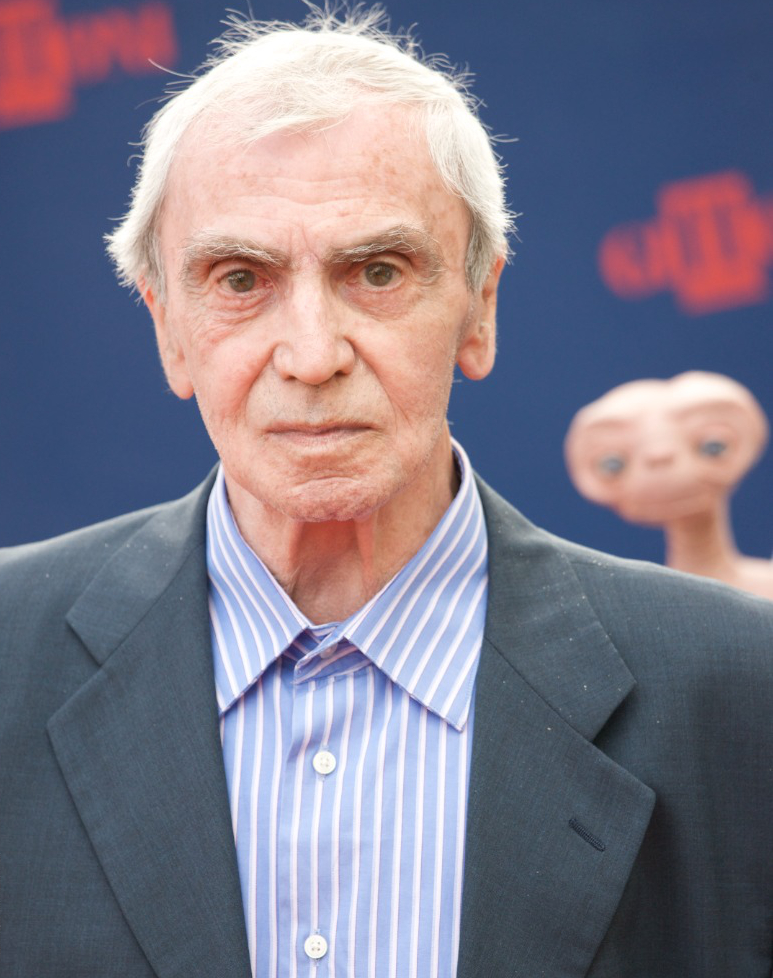
O artista italiano de efeitos especiais Carlo Rambaldi criou o design para o ET

Carlo Rambaldi, que projetou os alienígenas de Close Encounters of the Third Kind, foi contratado para projetar os animatrônicos baseado em suas próprias ilustrações intituladas Women of Delta para criar aparência do ET, levando a dar à criatura um pescoço único e extensível; seu rosto foi inspirado nos de Carl Sandburg, Albert Einstein e Ernest Hemingway. A produtora Kathleen Kennedy visitou o Jules Stein Eye Institute para estudar olhos reais e olhos de vidro; ela contratou funcionários do Instituto para criar os olhos do ET, que ela achava particularmente importantes para engajar o público. Quatro cabeças foram criadas para as filmagens, uma como animatrônica principal e outras para expressões faciais, além de uma fantasia. Dois anões, Tamara De Treaux e Pat Bilon, assim como Matthew DeMeritt, de 12 anos, que nasceu sem pernas, se revezaram vestindo a fantasia, dependendo da cena que estava sendo filmada; DeMeritt, na verdade, andou com suas mãos e filmou todas as cenas em que o ET andava desajeitadamente ou caía. A cabeça foi colocada acima da dos atores e os atores podiam ver através de fendas no peito. O boneco foi feito em três meses sob o custo de US$ 1,5 milhão; ao comentar a aparência do ET, Spielberg disse era "algo que apenas uma mãe poderia amar". A Mars, Incorporated se recusou a permitir que seus M&M's fossem usados no filme, acreditando que o ET assustaria as crianças. Depois que a Mars negou a participação de seus produtos no filme, os produtores perguntaram à Hershey's se os "Reese's Pieces", fabricados por ela, poderiam aparecer e receberam uma resposta positiva; após o lançamento de ET, as vendas dos referidos doces da empresa cresceram consideravelmente. O educador de ciência e tecnologia Henry Feinberg criou o dispositivo de comunicação do ET.

### Escolha do elenco
Tendo trabalhado com Cary Guffey em Close Encounters of the Third Kind, Spielberg se sentiu confiante em trabalhar com um elenco composto principalmente de atores infantis. Para o papel de Elliott, Spielberg realizou testes de audição em centenas de garotos antes de Jack Fisk sugerir Henry Thomas pelo seu trabalho em Raggedy Man (dirigido por Fisk) atuando como Harry. Thomas, que fez um teste em um traje de Indiana Jones, não teve bom desempenho nas audições formais, mas chamou a atenção dos cineastas em uma cena improvisada: as lembranças de seu falecido cão o ajudaram a realizar cenas onde seu personagem chorava. Robert MacNaughton fez o teste oito vezes para interpretar Michael, às vezes com outros garotos que fizeram testes para Elliott. Spielberg sentiu que Drew Barrymore tinha a imaginação certa para a travessa Gertie depois que ela o impressionou com uma história sobre como ela havia "liderado uma banda de punk rock". O próprio Spielberg, que adorava trabalhar com as crianças durante a produção do filme, mais tarde afirmou que a experiência em ET o fez se sentir pronto para ser pai.
O principal trabalho de voz do ET para o filme foi realizado por Pat Welsh; ela fumava dois maços de cigarro por dia, o que dava à sua voz uma qualidade que o criador de efeitos sonoros Ben Burtt gostava. Ela passou nove horas e meia realizando o seu papel e recebeu US$ 380 de Burtt por seus serviços. Burtt também gravou sons de dezesseis outras pessoas como Spielberg, Debra Winger, sua esposa adormecida que teve um resfriado e um arroto do professor de cinema da Universidade do Sul da Califórnia, além de vários animais para criar a "voz" do ET como sons de guaxinins, lontras e cavalos.
Médicos que trabalhavam no centro médico da Universidade do Sul da Califórnia foram recrutados para atuar como os profissionais que tentam reanimar o ET durante sua "pré-morte" depois que agentes do governo tomam conta da casa de Elliott; Spielberg achava que os atores profissionais que tentaram realizar tais papéis não pareciam tão "fiéis a realidade". Durante a pós-produção, o diretor decidiu cortar uma cena com Harrison Ford como diretor da escola de Elliott; Ford apresentou seu personagem repreendendo Elliott por seu comportamento na aula de biologia e alertando sobre os perigos do consumo de álcool por menores de idade; na mesma cena ele é pego de surpresa quando a cadeira de Elliott se ergue do chão, enquanto ET levitava o telefone escada acima na casa de Elliott, já com a presença de Gertie.

### Filmagens

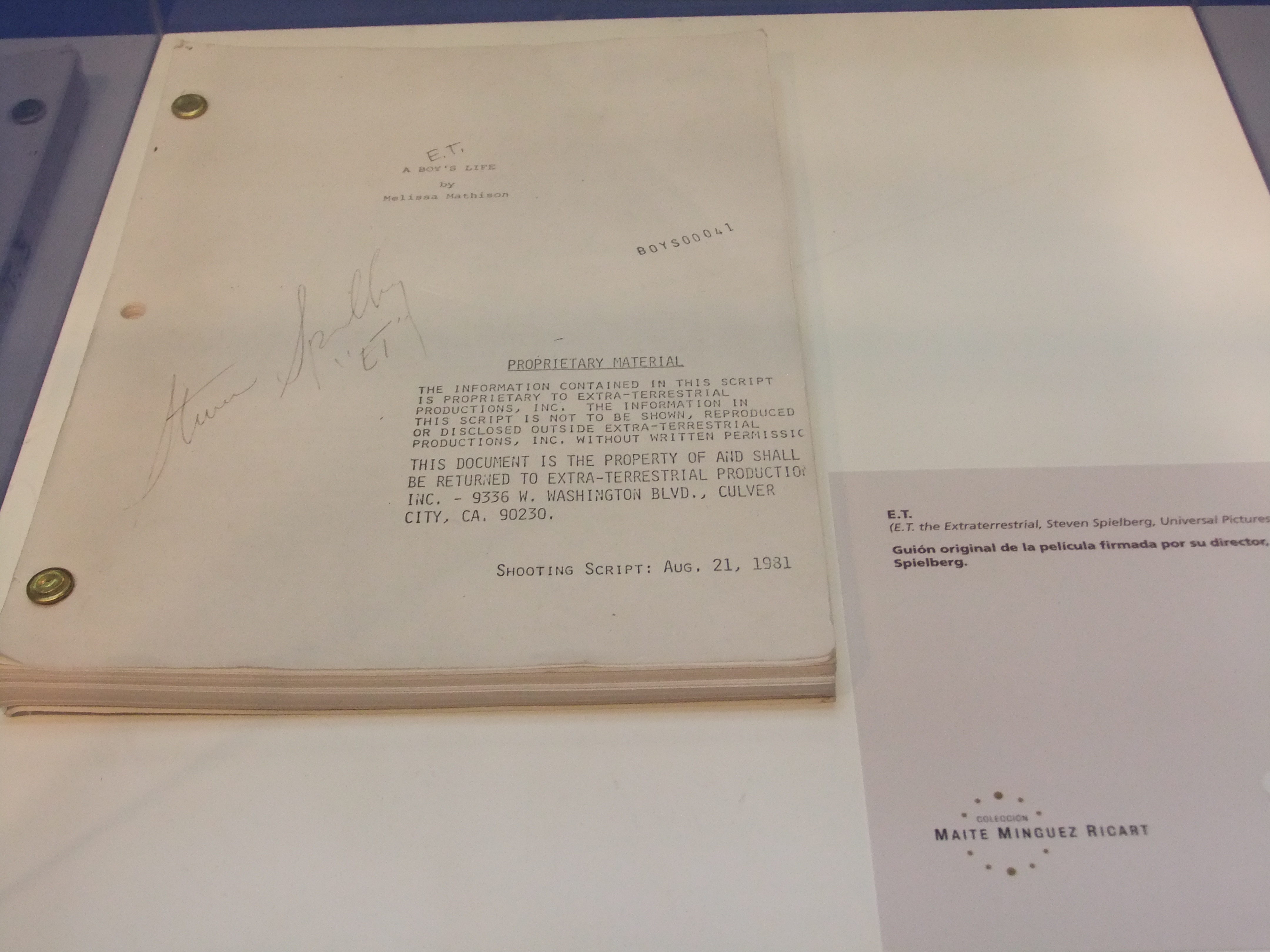
Roteiro original do filme, ainda sob o título "A Boy's Life", assinado por Spielberg

O filme começou a ser rodado em setembro de 1981. O projeto foi filmado sob o título de "A Boy's Life", já que Spielberg não queria que ninguém descobrisse e plagiasse o enredo; por conta disso, os atores tinham que ler o roteiro sob portas fechadas e todos no set tinham que usar um cartão de identificação. As filmagens começaram com dois dias em uma escola de ensino médio em Culver City, e a equipe passou os próximos onze dias se deslocando entre os bairros de Northridge e Tujunga, em Los Angeles. Os próximos quarenta e dois dias foram passados no Laird International Studios de Culver City, onde foram rodadas as cenas internas da casa de Elliott. As cenas das festividades do Halloween nas ruas da cidade e as cenas de perseguição das "bicicletas voadoras" foram filmadas no bairro de Porter Ranch, também em Los Angeles. Spielberg rodou o filme totalmente em ordem cronológica para conseguir performances emocionalmente convincentes de seu elenco. Na cena em que Michael vê ET pela primeira vez, seu susto fez com que MacNaughton pulasse para trás e derrubasse as prateleiras atrás dele. A filmagem em sequência cronológica deu aos jovens atores uma experiência emocional enquanto seus respectivos personagens se ligavam emocionalmente com o ET, tornando as atuações mais convincentes e comoventes. Spielberg garantiu que os marionetistas fossem mantidos longe do cenário para manter a ilusão de um verdadeiro alienígena. Pela primeira vez em sua carreira, o diretor não fez storyboards para a maioria das cenas do filme a fim de facilitar a espontaneidade nas performances. O filme foi rodado de forma que os adultos, com exceção de Dee Wallace, nunca fossem vistos da cintura para cima no primeiro plano, como uma homenagem aos desenhos de Tex Avery.
As filmagens foram concluídas em sessenta e um dias, quatro dias antes do previsto. De acordo com Spielberg, a cena memorável em que o ET se disfarça como um bicho de pelúcia no armário de Elliott foi sugerida pelo seu colega Robert Zemeckis depois que ele leu um rascunho do roteiro que Spielberg havia lhe enviado.

### Música
O colaborador de longa data de Spielberg, John Williams, que compôs a partitura musical do filme, descreveu o seu trabalho no filme como "um desafio de criar uma trilha que gerasse simpatia por uma criatura tão estranha". Como em suas colaborações anteriores, Spielberg gostou de todos os temas que Williams compôs e os aceitou no filme. Spielberg adorou tanto a música para a cena da perseguição final que editou a sequência para se adequar ao tempo da trilha. Williams adotou uma abordagem modernista, especialmente com o uso de polonalidade, que se refere ao som de duas teclas diferentes tocadas simultaneamente, o modo lídio também foi utilizado durante a composição das trilhas. Williams combinou a poltonalidade e o modo lídio para expressar uma qualidade mística, onírica e heroica. Seu tema (enfatizando instrumentos colorísticos como harpa, piano, celesta e outros teclados, bem como percussão) sugere a natureza infantil de ET e sua "máquina" de comunicação improvisada.

### Alegações de plágio
Houve alegações de que o filme foi plagiado de um roteiro não terminado de 1967 chamado "The Alien", do diretor indiano Satyajit Ray, onde o próprio afirmou: "ET não teria sido possível sem o meu script de 'The Alien' estar disponível para toda a América em cópias mimeografadas"; Spielberg negou esta afirmação respondendo: "Eu era uma criança na escola quando o roteiro [de Ray] estava circulando em Hollywood". O diretor e amigo de Spielberg, Martin Scorsese, também alegou que o filme foi influenciado pelo roteiro de Ray. A Star Weekend Magazine contesta a alegação de Spielberg, apontando que ele se formou no colegial em 1965 e começou sua carreira como diretor em Hollywood em 1969. O jornal The Times of India observou que tanto ET quanto Close Encounters of the Third Kind, também de Spielberg, tiveram "notáveis semelhanças com 'The Alien'"; essas semelhanças incluem a natureza física do alienígena. Em seu roteiro, que Ray escreveu inteiramente em inglês, ele descreveu o alienígena como "um cruzamento entre um gnomo e uma criança refugiada faminta: cabeça grande, membros finos, um tronco magro". Mesmo assim, Ray decidiu não tomar nenhuma ação legal pois ele não queria se mostrar com uma mentalidade "vingativa" contra Spielberg e reconheceu que o cineasta "fez bons filmes e é um bom diretor".
Em 1984, um tribunal federal de apelações decidiu contra a dramaturga Lisa Litchfield, que tentou processar Steven Spielberg em uma ação judicial ao pedir 750 milhões de dólares alegando que ele usou sua peça musical Lokey from Maldemar como base para ET. Ela perdeu o caso, com o tribunal afirmando que "nenhum júri razoável poderia concluir que Lokey e ET eram substancialmente similares em suas ideias e expressões" e que "quaisquer similaridades na trama existem apenas no nível geral para a qual (a Sra. Litchfield) não pode reivindicar proteção de direitos autorais".

## Temas

Spielberg admitiu que a cena onde ET aparece na porta de trás da van depois da fuga dos agentes do governo provocou especulações sobre se o filme era uma parábola espiritual.

Spielberg tirou a história do filme do divórcio de seus pais; Gary Arnold, do The Washington Post, declarou que a produção era "essencialmente uma autobiografia espiritual, um retrato do cineasta como um típico garoto suburbano separado por uma imaginação mística fervorosa e incomum". Referências à sua infância ocorrem por toda parte como na cena em que Elliott falsifica a sua doença segurando um termômetro perto da lâmpada de seu abajur enquanto cobre o rosto com uma almofada de aquecimento, um truque frequentemente empregado por Spielberg quando criança e a evolução de Michael de provocador para protetor na história reflete como Spielberg teve que cuidar de suas irmãs depois que seu pai foi embora.
Os críticos se concentraram nos paralelos entre a vida de ET e Elliott, que é "alienado" pela perda de seu pai. A. O. Scott do jornal The New York Times escreveu que, enquanto ET "é o mais óbvio e desesperado enjeitado", Elliott "sofre à sua própria maneira com a falta de um lar". "E" e "T" são, respectivamente, a primeira e última letra do nome de Elliott. Muitos críticos também afirmaram que o tema principal do filme é o crescimento das crianças filhas de pais separados. O crítico Henry Sheehan descreveu o filme como uma releitura de Peter Pan a partir da perspectiva de um Menino Perdido (Elliott): o ET não pode sobreviver fisicamente na Terra, já que Peter Pan não poderia sobreviver emocionalmente na Terra do Nunca, enquanto que os cientistas do governo são comparados como os piratas da história de Peter Pan; Vincent Canby do The New York Times, também observou que o filme "recicla livremente [...] elementos de Peter Pan e The Wizard of Oz". Alguns críticos sugeriram que o retrato de Spielberg do subúrbio é muito escuro, contrariando a crença popular. De acordo com A. O. Scott, "o meio suburbano, com seus filhos não supervisionados e pais infelizes, seus brinquedos quebrados e junk food de marca, poderia ter saído de uma história de Raymond Carver". Charles Taylor do Salon.com escreveu: "Os filmes de Spielberg, apesar do modo como são frequentemente caracterizados, não são idealizações de famílias e subúrbios em Hollywood. As casas aqui têm o que o crítico cultural Karal Ann Marling chamou de 'marcas de uso difícil'."
Outros críticos encontraram paralelos religiosos entre ET e Jesus; Andrew Nigels descreveu a história de ET como "crucificação pela ciência militar" e "ressurreição por amor e fé"; de acordo com o biógrafo de Spielberg, Joseph McBride, a Universal Pictures recorreu diretamente ao mercado cristão, apresentando um cartaz para o filme que lembrou o quadro A Criação de Adão, de Michelangelo, e um logo com a inscrição "Paz".
Enquanto um corpo substancial de críticas de cinema se acumulou em torno do filme, numerosos escritores também o analisaram de outras formas; E.T. foi interpretado como um conto de fadas moderno em termos psicanalíticos. A produtora Kathleen Kennedy observou que um tema importante do ET é a tolerância, que seria fundamental para os futuros filmes de Spielberg, como A Lista de Schindler. Tendo sido um solitário quando adolescente, Spielberg descreveu-o como "uma história minoritária"; o tema característico de comunicação de Spielberg é uma parceria com o ideal de compreensão mútua: ele sugeriu que a amizade alienígena-humana central da história é uma analogia de como os adversários do mundo real podem aprender a superar suas diferenças.

## Recepção

### Lançamento e recepção comercial
O filme foi exibido em Houston, Texas, onde recebeu altas notas dos espectadores. ET estreou na festa de encerramento do Festival de Cannes de 1982, e foi lançado comercialmente nos Estados Unidos em 11 de junho de 1982; o filme abriu em primeiro lugar com um bruto total de US$ 11  milhões, e ficou no topo da bilheteria por seis semanas; flutuou entre a primeira e a segunda posição até outubro, antes de voltar ao topo pela última vez em dezembro, durante um breve relançamento da temporada de férias do filme.
Em 1983, ET superou Star Wars e se tornou o filme de maior bilheteria de todos os tempos, e ao final de seu circuito teatral, arrecadou US$ 359  milhões na América do Norte e US$ 619  milhões em todo o mundo. O site Box Office Mojo estima que o filme vendeu mais de 120 milhões de ingressos em seu país de origem durante sua temporada teatral inicial. Spielberg ganhou US$ 500 mil por dia de sua parte dos lucros, enquanto os lucros da The Hershey Company aumentaram 65% devido ao uso proeminente de seus "Reese's Pieces" em algumas cenas do filme. O "Official E.T. Fan Club" oferecia fotografias, um boletim informativo que permitia aos leitores "reviverem os momentos inesquecíveis do filme e cenas favoritas", além de um registro fonográfico contendo a trilha sonora do longa.
O filme foi relançado em 1985 e 2002, ganhando mais US$ 60 milhões e US$ 68 milhões, respectivamente, para um total mundial de US$ 793 milhões, com a América do Norte respondendo por US$ 437 milhões. ET manteve o recorde mundial de bilheteria até ser superado por Jurassic Park, outro filme dirigido por Spielberg, em 1993, embora tenha conseguido manter o recorde no mercado doméstico por mais quatro anos até o relançamento de Star Wars recuperar a liderança de receita nacional. E.T. finalmente foi lançado em VHS e Laserdisc em 27 de outubro de 1988; para combater a pirataria, as caixas das fitas em VHS eram de cor verde com o rolo da fita afixado com um pequeno adesivo holográfico do logotipo da Universal de 1963 (muito parecido com os hologramas de um cartão de crédito) e codificado com Macrovision; somente na América do Norte, as vendas do VHS do filme chegaram aos números de US$ 75 milhões de receita; em 1991, a Sears começou a vender videocassetes de ET exclusivamente em suas lojas como parte de uma promoção de férias; o filme foi relançado em VHS e Laserdisc novamente em 1996; o Laserdisc incluiu um documentário de 90 minutos produzido e dirigido por Laurent Bouzereau e incluiu entrevistas com Spielberg, a produtora Kathleen Kennedy, o compositor John Williams e outros membros do elenco e da equipe; também incluiu dois trailers de cinema, uma trilha sonora bônus, cenas deletadas e galerias de fotos da produção; o VHS incluiu uma versão de 10 minutos do mesmo documentário do Laserdisc.
O filme vendeu mais de 15 milhões de unidades no formato em VHS nos Estados Unidos, e arrecadou mais de US$ 250 milhões em receita de vendas para home video. O VHS também foi alugado mais de 6 milhões de vezes durante suas duas primeiras semanas em 1988, um recorde que ET manteve até o lançamento em VHS de Batman no ano seguinte. A versão de 2012 de ET para DVD e Blu-ray faturou US$ 24,4 milhões em receita de vendas a partir de 2017 nos Estados Unidos. ET também gerou mais de US$ 1 bilhão de receita em vendas de produtos licenciados a partir de 1998.

### Resposta da crítica

Empire chamou o voo de Elliott em sua bicicleta junto com ET como "o momento mais mágico da história do cinema". A imagem deles passando pela lua é usada como logomarca da Amblin Entertainment, empresa produtora do filme pertencente a Spielberg. Esta cena é uma homenagem ao filme Miracolo a Milano do diretor Vittorio De Sica, um dos filmes favoritos de Spielberg.

O filme recebeu aclamação universal; o crítico de cinema Roger Ebert deu ao filme quatro estrelas e escreveu: "Este não é simplesmente um bom filme. É um daqueles filmes que afastam nossas advertências e conquistam nossos corações"; tempos depois Ebert adicionou E.T.: O Extraterrestre a sua lista de melhores filmes, estruturando o ensaio como uma carta aos seus netos sobre a primeira vez que eles assistiram. Michael Sragow da Rolling Stone disse que Spielberg "colocou suas habilidades técnicas de tirar o fôlego a serviço de seus sentimentos mais profundos". O crítico Derek Malcolm do jornal The Guardian escreveu que "ET é uma peça superlativa de cinema popular... um sonho de infância, brilhantemente orquestrado para envolver não apenas crianças, mas qualquer adulto capaz de lembrar de sua infância". Leonard Maltin incluiu ET em sua lista de "100 filmes imperdíveis do século XX" como um dos dois únicos filmes da década de 1980. George Will foi um dos poucos críticos que desaprovou o filme ao dizer que ET difundia noções subversivas sobre a infância e a ciência.
O filme detém uma taxa de aprovação de 98% no site agregador de críticas Rotten Tomatoes, sendo certificado como "Fresco" com base em 125 avaliações, e uma classificação média de 9,22/10; o consenso crítico do site diz: "Jogando como uma empolgante aventura de ficção científica e um retrato notável da infância, o conto tocante de Steven Spielberg sobre um alienígena com saudades de casa continua sendo uma magia cinematográfica para jovens e idosos". No Metacritic, ET tem uma pontuação média ponderada de 91/100, com base em 30 avaliações, indicando "aclamação universal". Além das muitas críticas positivas, o então presidente americano Ronald Reagan e a primeira-dama Nancy Reagan ficaram emocionados depois de assistirem ao filme em uma exibição na Casa Branca em 27 de junho de 1982; a Princesa Diana chorou depois de assisti-lo. Em 17 de setembro de 1982 o filme foi exibido nas Nações Unidas, onde Spielberg recebeu a Medalha de Paz da ONU. ET the Extra-Terrestrial é um dos pouquíssimos filmes a receber uma nota geral "A+" do CinemaScore, sendo primeiro filme da história a receber tal média.

### Prêmios, indicações e honrarias
ET the Extra-Terrestrial foi indicado para nove estatuetas do Óscar durante a quinquagésima quinta cerimônia em 1983, incluindo melhor filme; apesar de ET ter perdido a estatueta de melhor filme para Gandhi, o diretor Richard Attenborough, declarou: "Eu estava certo de que não apenas ET venceria o melhor filme, mas também todas as outras categorias a qual foi indicado... Foi inventivo, poderoso e maravilhoso". ET venceu nas categorias de melhor trilha sonora (John Williams), melhor mixagem de som (Robert Knudson, Robert Glass, Don Digirolamo e Gene Cantamessa), melhor edição de som (Charles L. Campbell e Ben Burtt) e melhores efeitos visuais (Carlo Rambaldi, Dennis Muren e Kenneth F. Smith).
Durante a quadragésima cerimônia do Globo de Ouro, o filme ganhou o prêmio de melhor filme dramático e melhor trilha sonora original, sendo indicado ainda para melhor diretor (Steven Spielberg), melhor roteiro (Melissa Mathison) e melhor ator revelação (Henry Thomas). A Associação de Críticos de Cinema de Los Angeles premiou o filme nas categorias de melhor filme e melhor direção, além de dar a Melissa Mathison o prêmio "New Generation Award".
O filme ganhou o Prêmio Saturno de melhor filme de ficção científica, melhor roteiro, melhores efeitos especiais, melhor música e melhor arte de cartaz, enquanto Henry Thomas, Robert McNaughton e Drew Barrymore ganharam Young Artist Awards. Além do Globo de Ouro e do Prêmio Saturno, o compositor John Williams ganhou dois prêmios Grammy e um BAFTA pela sua trilha sonora. ET também foi laureado em outros países: ganhou os prêmios de melhor filme estrangeiro no Blue Ribbon Awards no Japão, Cinema Writers Circle Awards na Espanha, César Awards na França e David di Donatello na Itália.
Nas pesquisas do American Film Institute, ET the Extra-Terrestrial foi eleito o vigésimo quarto maior filme americano de todos os tempos, o quadragésimo quarto mais emocionante, e o sexto mais inspirador. Outras pesquisas da AFI o classificaram como tendo a décima quarta melhor trilha sonora e o terceiro melhor filme de ficção científica. A fala "ET phone home" ("ET telefone minha casa"), pronunciada várias vezes pelo alienígena após este aprender a falar, ficou em décimo quinto lugar na lista das cem melhores frases do cinema.
Em 2005 o filme liderou uma pesquisa do Channel 4 do Reino Unido que listou os cem melhores filmes para a família, e também ficou em primeiro lugar numa lista da revista Time que mostrou os cem melhores filmes já feitos.
Em 2003, a Entertainment Weekly classificou o filme como o oitavo mais "chocante"; em 2007, em uma pesquisa de filmes e séries de televisão, a mesma revista declarou que ET foi a sétima maior obra de mídia de ficção científica nos últimos 25 anos. O jornal The Times nomeou o ET do filme como o nono melhor alienígena do cinema, chamando-o de "um dos não-humanos mais amados na cultura popular". E.T. the Extra-Terrestrial está entre os dez primeiros na lista dos 50 filmes que você deve ver até os 14 anos da BFI. Em 1994, ET foi selecionado para a preservação nos National Film Registry como sendo "culturalmente, historicamente ou esteticamente significante".
Em 2011, o canal de TV americano ABC levou ao ar o programa Best in Film: The Greatest Movies of Our Time, revelando os resultados de uma pesquisa de fãs realizada pela própria emissora e pela revista People; E.T.: O Extraterrestre foi eleito o quinto melhor filme de todos os tempos e o segundo melhor filme de ficção científica da história.

## Versão comemorativa do 20º aniversário

O filme foi relançado em 2002 em comemoração aos seus vinte anos com algumas mudanças realizadas digitalmente. Nesta cena, as armas usadas pelos agentes federais foram substituídas por walkie-talkies

Uma versão ampliada do filme e com modificações em seus efeitos visuais estreou no Shrine Auditorium, em Los Angeles, no dia 16 de março de 2002. Certas tomadas de E.T. incomodavam Spielberg desde 1982, já que ele não tinha tempo suficiente para aperfeiçoar os animatrônicos. Imagens geradas por computador (CGI) fornecidas pela Industrial Light & Magic (ILM) foram usadas para modificar várias cenas, incluindo a cena inicial que mostra o ET sendo perseguido pelos agentes do governo em meio ao milharal; o design da espaçonave também foi alterado para incluir mais luzes. Cenas rodadas mas cortadas da versão original foram inclusas, estas incluíram ET tomando banho e Gertie dizendo a Mary que Elliott foi à floresta no Dia das Bruxas. Spielberg não adicionou a cena com Harrison Ford pois ficou com receio de ela "remodelar" o filme muito drasticamente. O CGI foi principalmente usado na cena em que os agentes federais cercam Elliott e seus amigos antes de ET praticar a telecinésia para escapar da polícia: as armas dos policiais foram substituídas por walkie-talkies para dar um teor mais tranquilo à cena.
Na reestreia John Williams realizou uma performance ao vivo da trilha sonora do filme. A nova versão arrecadou US$ 68 milhões de bilheteria no total, com US$ 35 milhões provenientes do Canadá e dos Estados Unidos. As mudanças nas cenas, principalmente da cena de fuga dos meninos, foram criticadas por terem sido "politicamente corretas". Peter Travers, da revista Rolling Stone, questionou: "Lembra daquelas armas que os federais carregavam? Graças ao milagre da tecnologia digital, eles [produtores] promoveram o uso de walkie-talkies no filme... Foi isso que fizeram em duas décadas com a liberdade de expressão?". Chris Hewitt da Empire escreveu: "As mudanças são surpreendentemente discretas... O CGI aplicado pela ILM em ET é usado com parcimônia como complemento do extraordinário fantoche de Carlo Rambaldi". A série de animação South Park ridicularizou muitas das mudanças digitais feitas no filme durante o episódio "Free Hat", exibido em 2002.
O lançamento em DVD de dois discos do filme, que se seguiu em 22 de outubro de 2002, conteve tanto a versão original de 1982 quanto a versão estendida do vigésimo aniversário de 2002; Spielberg solicitou pessoalmente à Universal que a empresa lançasse as duas versões. O conteúdo do disco 1 inclui uma introdução com Steven Spielberg, o longa-metragem (na versão estendida ou na versão original), a partitura orquestrada por John Williams durante a estreia de 2002 e um jogo de exploração espacial; o disco 2 incluiu um documentário de 24 minutos sobre as alterações da edição do vigésimo aniversário, uma entrevista reunindo todo o elenco original do filme, um trailer, biografias do elenco e do cineasta Steven Spielberg, notas de produção e ainda galerias de fotos retiradas do lançamento em LaserDisc de 1996. Esta edição de dois discos, bem como uma edição de colecionador de três discos contendo um making of em livro que não estava disponível na edição de dois discos, teve suas vendas encerradas em 31 de dezembro de 2002; mais tarde, a mesma edição foi relançada em DVD em uma edição de disco único no ano de 2005.
Em uma entrevista de junho de 2011, Spielberg disse:
Não haverá mais [no futuro] melhorias ou acréscimos digitais aplicados em qualquer filme que eu dirigi... Quando as pessoas me perguntam para qual versão de ET elas devem assistir, eu sempre digo a elas para verem a versão original de 1982. Se você notar, quando nós colocamos ET para ser lançado em DVD em 2002 nós incluímos as duas versões... Nós oferecemos a versão digitalmente aprimorada com as cenas adicionais e, sem nenhum dinheiro extra, no mesmo box, lançamos a versão original de 1982. Eu sempre digo às pessoas para preferirem a versão de 1982.
Para o lançamento de trigésimo aniversário do filme em Blu-ray no ano de 2012, e para seu lançamento em comemoração aos seus trinta e cinco anos em Ultra HD Blu-ray de 2017, assim como seus lançamentos em outras plataformas digitais, apenas a edição teatral original de 1982 foi lançada, deixando a versão estendida de 2002 ignorada com nenhum lançamento.